# Świat Mroku
Świat Mroku (ang. World of Darkness) – jest to nazwa trzech fikcyjnych światów gry RPG w konwencji horroru wydanych przez wydawnictwo White Wolf. Pierwszy został wymyślony przez Marka Rein-Hagena, a drugi został zaprojektowany przez kilka osób z White Wolf Gaming Studio, które Rein-Hagen pomógł założyć. Trzeci, Monte Cook’s World of Darkness, stworzony przez Montego Cooka na podstawie pierwszych dwóch ustawień World of Darkness, zawiera tylko jeden produkt. Wszystkie podobne są do świata rzeczywistego, a akcja gier toczy się we współczesności. We wszystkich z nich występują istoty nadnaturalne znane z folkloru i mitologii, takie jak wampiry, wilkołaki, demony czy duchy. Podczas rozgrywki gracze wcielają się w potwory lub śmiertelników usiłujących z nimi walczyć.
Pod nazwą Świat Mroku funkcjonują:
- Stary Świat Mroku – wydawany w latach 1991–2004 świat gry cechujący się bardzo wyraźnym metaplotem.
- Nowy Świat Mroku – wydawany od 2004. Poszczególne linie gry są ze sobą luźno powiązane, nie posiada metaplotu.
- Monte Cook’s World of Darkness – (ang. Świat Mroku według Montego Cooka) wydany w 2007 roku jako pojedyncza publikacja świat prezentujący bardziej epickie spojrzenie na 'Świat Mroku'.